# Пекале

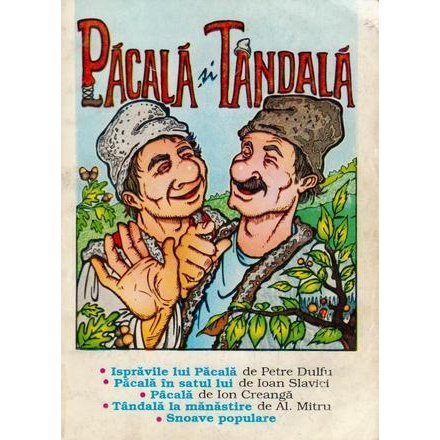
Зображення Пекале і Тиндале на одному зі збірників гуморесок про цих народних персонажів.

Пекале (рум. Păcală) — герой румунських народних гуморесок, який славиться своїм гумором та гострим розумом, які сховані під маскою простоти та наївності.
Ім'я Пекале походить від румунського «a păcăli» що перекладається як «обдурити», тобто, Пекале — це той, хто дурить.
Пекале завжди з'являється в супроводі іншого персонажу — Тиндале.
Приклад:
Пекале зустрічає по дорозі Тиндале, який на прив'язі віз козу.
- Куди ти везеш цього осла, питає Пекале.
Роздратований, Тиндале дивиться на тварину, побоюючись якоїсь витівки Пекале, після чого відповідає:
- Ти що сліпий? Не бачиш, що це коза?
- Та я не з тобою говорив, я з козою.
Якось Пекале запросив у гості його друг і запропонував йому сісти з стіл поїсти. На столі був борщ і м'ясо. Пекале починає наминати лише м'ясо.
- Пекале, може попробуєш і борща поїсти?
- Але м'ясо теж смачне…
- Смачне то воно смачне, але й дороге.
- Але й вартує цього.
Якось Пекале і Тиндале поїхали в ліс на полювання. Якимось чином, вони віддалилися один від одного і Тиндале, не розуміючи, що трапилось, попадає в обійми ведмедя.
- Пекалеее… Пекалееее… Крикнув він тоді. Я тут дитинча ведмедя впіймав!!!
- Неси його сюди! Відповів Пекале.
- Але я не можу!!!
- Тоді залиши його там!..
- Я б залишив, але він мене не відпускає…

## Пекале в літературі
Про Пекале найбільше писали такі румунські автори, як Іон Крянге та Іоан Славіч.
Це одні з найвідоміших персонажів в румунській народній комічній літературі.

## Пекале в кінематографі
Про Пекале в Румунії знято 2 фільми:
- «Păcală» (1974)[2]
- «Păcală se întoarce» (2006)[3]